# BEST II (나카모리 아키나의 음반)
《BEST II》(베스트 투)는 일본의 여가수 나카모리 아키나(中森明菜)의 베스트 음반으로 1988년 12월 24일에 발매하였다. (LP: 28L1-49, CT: 28L4-49, CD: 32L2-49)
이전에 발매했던 《BEST》에 이어 1986년 출시된 14번째 싱글 〈DESIRE -정열-〉부터 22번째 싱글 〈I MISSED "THE SHOCK"〉까지 총 10곡이 이 음반에 수록되어 있다. 1989년 1월 2일, 오리콘 주간 앨범 차트에 처음으로 2위로 진입, 1월 16일에는 1월 9일의 기록까지 합산하여 2주 연속 1위를 달성하였고 LP판으로는 100위내 순위권에 총 32주간 올라와 있었다. 이어 1989년 연간 앨범 차트 4위를 달성하였고 총 80만장이 넘는 준수한 성적을 거뒀다.

## 수록곡
| #            | 제목                                                                          | 작사                                          | 작곡                | 편곡            | 재생 시간 |
| ------------ | ----------------------------------------------------------------------------- | --------------------------------------------- | ------------------- | --------------- | --------- |
| 1.           | 〈〈논픽션 엑스터시〉(ノンフィクション エクスタシー 논히쿠숀 에쿠스타시[*])〉 | 사카다 카즈코                                 | 사카다 카즈코       | 시이나 카즈오   | 3:32      |
| 2.           | 〈〈TATTOO〉〉                                                                | 모리 유리코                                   | 세키네 안리         | EUROX           | 3:57      |
| 3.           | 〈〈DESIRE -정열-〉(DESIRE -情熱- 디자이어 조네츠[*])〉                       | 아키 요코                                     | 스즈키 키사부로     | 시이나 카즈오   | 4:24      |
| 4.           | 〈〈TANGO NOIR〉〉                                                            | 후유무리 가요코                               | 츠시미 다카시       | 나카무라 사토시 | 4:09      |
| 5.           | 〈〈BLONDE〉〉                                                                | Biddu, Winston Sela 아소 게이코 (일본어 작사) | Biddu, Winston Sela | 나카무라 사토시 | 3:53      |
| 6.           | 〈〈I MISSED "THE SHOCK"〉〉                                                  | QUMICO FUCCI                                  | QUMICO FUCCI        | EUROX           | 4:10      |
| 7.           | 〈〈AL-MAUJ (알마우자)〉(AL-MAUJ (アルマージ))〉                              | 오오츠 아키라                                 | 사토 다카시         | 다케베 사토시   | 4:08      |
| 8.           | 〈〈Fin〉〉                                                                   | 마츠모토 잇키                                 | 사토 켄             | 사토 준         | 4:11      |
| 9.           | 〈〈집시 퀸〉(ジプシー・クイーン 지푸시 퀸[*])〉                              | 마츠모토 잇키                                 | 구니야스 와타루     | 고바야시 신고   | 4:28      |
| 10.          | 〈〈난파선〉(難破船 난파센[*])〉                                              | 가토 도키코                                   | 가토 도키코         | 와카쿠사 케이   | 4:28      |
| 총 재생 시간 | 총 재생 시간                                                                  | 총 재생 시간                                  | 총 재생 시간        | 총 재생 시간    | 41:17     |